# (9144) Hollisjohnson
(9144) Hollisjohnson (1955 UN1) est un astéroïde de la ceinture principale, découvert le 25 octobre 1955 à l'observatoire Goethe Link près de Brooklyn, dans l'Indiana. Il a une magnitude absolue de 13,6.